# Zvjezdan Misimović
Zvjezdan Misimović (kyrillisch Звјездан Мисимовић, * 5. Juni 1982 in München) ist ein ehemaliger bosnischer Fußballspieler. Derzeit ist er als Funktionär beim Fußballverband von Bosnien und Herzegowina angestellt und übt die Aufgaben des Direktors der Fußballnationalmannschaft von Bosnien und Herzegowina aus.

## Karriere

### Vereine

#### Jugend, München und Bochum
Über die Jugendvereine SV Nord Lerchenau, TSV Forstenried, SV Gartenstadt Trudering und FT Gern gelangte Misimović 2000 zu den Amateuren des FC Bayern München, für die er vier Spielzeiten lang aktiv war. In der Saison 2002/03 und 2003/04 kam Misimović dreimal bei den Profis zu Bundesligaeinsätzen. Sein Debüt gab er am 12. April 2003 (28. Spieltag) – in der 79. Minute für Bastian Schweinsteiger eingesetzt – bei der 0:1-Heimniederlage gegen Werder Bremen. Bei den anderen zwei Einsätzen wurde Misimović jeweils in der Schlussminute für Roy Makaay eingewechselt. In jener Saison spielte er letztmals für die Amateure und wurde mit 24 Treffern Torschützenkönig der Regionalliga Süd.
Auf Empfehlung seines Trainers Hermann Gerland wechselte Misimović Sommer 2004 zum VfL Bochum und entwickelte sich dort immer weiter zu einer Alternative im offensiven Mittelfeld. Beim VfL Bochum feierte er im September 2004 sein Debüt im Europapokal in der ersten Runde des UEFA-Pokals gegen Standard Lüttich.
Nach dem Abstieg des VfL Bochum 2005 in die 2. Bundesliga wurde Misimović schnell zum Stammspieler. 2006/07 – nach gelungenem Direktaufstieg – spielte er noch ein Jahr für den VfL Bochum und wechselte – nicht zuletzt aus familiären Gründen – zur Saison 2007/08 ablösefrei und mit einem Vertrag bis 2011 ausgestattet zum 1. FC Nürnberg.

#### 1. FC Nürnberg
Beim 1. FC Nürnberg wurde Misimović auf Anhieb einer der wichtigsten Spieler der Offensive und nach dem ersten halben Jahr in einer Internetabstimmung zum „Cluberer der Hinrunde“ gewählt. Mit fünf Toren (davon zwei Strafstöße) war er zu diesem Zeitpunkt ebenfalls bester Torschütze. Außerdem wurde Misimović 2007 zum Fußballer des Jahres in Bosnien und Herzegowina ernannt. In der Winterpause verstärkten sich Leistenprobleme, die Misimović schon in der Hinrunde hatte, weshalb er das Trainingslager in Portimão vorzeitig verließ und im ersten Spiel der Rückrunde fehlte. Im zweiten Spiel am 9. Februar 2008 erlitt er einen Bänderriss und fiel erneut für einige Zeit aus. So konnte Misimović auch im UEFA-Pokal gegen Benfica Lissabon nicht spielen. Erst am fünften Rückrunden-Spieltag kam er wieder zum Einsatz, als Misimović im Auswärtsspiel bei Hannover 96 gemeinsam mit dem Langzeitverletzten Róbert Vittek in der 46. Minute eingewechselt wurde. Bereits in der 52. Minute schoss er ein Tor. Am 29. März 2008 (26. Spieltag) erzielte Misimović beim 1:1 im Heimspiel gegen den FC Bayern München den Führungstreffer. Dieser Treffer wurde in der ARD-Sportschau zum Tor der Woche gewählt. Am Ende der Saison war er mit zehn Ligatoren der beste Torschütze des Vereins. Misimović war der erste Spieler, der aufgrund des Abstiegs den Wunsch äußerte, den Verein zu verlassen.

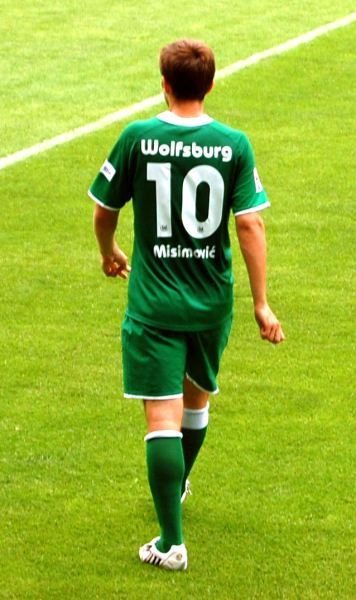
Zvjezdan Misimović (2008)
im Trikot des VfL Wolfsburg

#### VfL Wolfsburg
Zur Saison 2008/09 wechselte er für eine Ablösesumme von 3,9 Millionen Euro zum VfL Wolfsburg. Dort kam Misimović in der ersten Saisonhälfte auf fünf Tore und zehn Vorlagen und wurde vom Fußballfachmagazin kicker als bester offensiver Mittelfeldspieler der Hinrunde betitelt. Am Saisonende sorgte er neben seinen 7 Saisontoren mit 20 Torvorlagen für einen neuen Bundesligarekord und hatte damit großen Anteil am Gewinn der deutschen Meisterschaft des VfL Wolfsburg.
Anfang August 2009 bestätigte Misimović, dass er seinen Vertrag vorzeitig um ein weiteres Jahr bis zum 30. Juni 2013 verlängert. Misimović war 2009 Kandidat der UEFA, in die Mannschaft des Jahres gewählt zu werden.
In der Saison 2009/10 war er mit 15 Torvorlagen der zweitbeste Torvorbereiter der Liga. Der VfL Wolfsburg beendete die Spielzeit auf Platz acht und erreichte das Viertelfinale der UEFA Europa League, schied dann aber gegen den späteren Finalisten FC Fulham aus.

#### Galatasaray Istanbul
Für die kommende Saison verpflichtete der VfL Wolfsburg Diego für die Spielmacherposition und deshalb drohte Misimović eine Saison auf der Bank. Am letzten Tag der Sommertransferperiode 2010 wechselte er für etwa acht Millionen Euro vom VfL Wolfsburg zu Galatasaray Istanbul. Die Zahlung wurde in Raten vereinbart und die Transferrechte bleiben bis zur letzten Ratenzahlung als Sicherheit beim VfL Wolfsburg, weil Galatasaray selbst keine Bankbürgschaft aufbringen konnte. Nach nicht einmal drei Monaten hatte Misimović sich allerdings mit dem Trainer Gheorghe Hagi überworfen und wurde suspendiert. Im März 2011 verließ er Galatasaray Istanbul mit sofortiger Wirkung und wechselte nach Russland zu Dynamo Moskau.

#### Dynamo Moskau
Misimović unterschrieb einen Dreijahresvertrag; die Ablösesumme für ihn betrug fünf Millionen Euro. Mit Beginn der 10. Saison der Premjer-Liga, dem 1. Spieltag am 12. März 2011, debütierte Misimović für den FK Dynamo Moskau, als er bei der 2:3-Niederlage gegen Lokomotive Moskau zur 2. Halbzeit für Alexander Sapeta eingewechselt wurde. Sein erstes Tor erzielte er am 19. März 2011 (2. Spieltag) beim 3:1-Heimsieg über den FK Rostow per Strafstoß zum zwischenzeitlichen 2:0.

#### Beijing Renhe
Misimovic wechselte am 4. Januar 2013 für umgerechnet etwa 3,5 Millionen Euro zum chinesischen Erstligisten Guizhou Renhe, bei dem er einen Dreijahresvertrag bis Ende Dezember 2015 unterschrieb. Sein Vereinsdebüt gab er am 27. Februar 2013 im Gruppenspiel der AFC Champions League bei der 0:1-Niederlage im Heimspiel gegen Kashiwa Reysol. Bei seinem Ligadebüt zum Saisonauftakt am 8. März 2013 gelang ihm bei der 1:2-Niederlage im Heimspiel gegen Qingdao Jonoon mit dem Führungstreffer in der 31. Minute sogleich auch sein erstes Tor.
Am 3. März 2015 beendete er seine Karriere als Fußballer, ehe er im Juni sein Comeback gab. In der Saison 2015 stieg der Verein dann in die China League One ab und zog zur neuen Saison nach Peking um. Ende des Jahres 2016 gab Misimovic erneut sein Karriereende bekannt.

### Nationalmannschaft
2004 wurde Misimović Nationalspieler und war zwischenzeitlich Spielführer der A-Nationalmannschaft. Verletzungen und die Doppelbelastung für Verein und die Nationalmannschaft zu spielen führten am 8. April 2008 zur Entscheidung, nicht mehr für sein Land zu spielen und sich auf den Abstiegskampf mit dem 1. FC Nürnberg zu konzentrieren. Nach einem Gespräch mit Nationaltrainer Meho Kodro revidierte er seine Entscheidung. Im September 2008 in der WM-Qualifikation gelang ihm beim 7:0-Sieg gegen Estland ein Hattrick. Dies war der bis dahin höchste Sieg Bosniens. Im September 2012 war Misimović doppelter Torschütze beim 8:1-Rekordsieg gegen Liechtenstein. Mit der Nationalelf seines Landes nahm er an der Weltmeisterschaft 2014 in Brasilien teil, wo Bosnien-Herzegowina unglücklich in der Vorrunde ausschied. Gegen Nigeria hatte Misimović einen Treffer vorbereitet, der irrigerweise nicht anerkannt wurde. Kurz danach schoss Nigeria den Siegtreffer. Nach der WM, am 15. August 2014, erklärte Misimović seinen Rücktritt aus der Nationalmannschaft. Er spielte am 28. Mai 2018 in Zenica noch einmal für die A-Nationalmannschaft beim torlosen Unentschieden im Testspiel gegen die Montenegrinische Nationalmannschaft, wurde jedoch in der 17. Minute ausgewechselt.

## Erfolge und Auszeichnungen
- Bayern München Junioren / Amateure (1997–2004)
  - Deutscher B-Juniorenmeister: 1997
  - Deutscher A-Juniorenmeister: 2001
  - Meister der Regionalliga Süd: 2003/04
  - Torschützenkönig der Regionalliga Süd: 2003/04 (21 Treffer; gemeinsam mit Paolo Guerrero)
- Bayern München (2002–2004)
  - Deutscher Meister: 2003
  - DFB-Pokal-Sieger: 2003 (ohne Einsatz)
- VfL Bochum (2004–2007)
  - Aufstieg in die Bundesliga und Meister der 2. Bundesliga: 2006
- 1. FC Nürnberg (2007–2008)
  - Bosniens Fußballer des Jahres: 2007
- VfL Wolfsburg (2008–2010)
  - Deutscher Meister: 2009
  - Mitglied der VDV 11: 2008/09
- Beijing Renhe (2013–heute)
  - Chinesischer Pokalsieger: 2013
  - Bosniens Sportler des Jahres: 2013[27]

## Sonstiges
Misimovićs Eltern sind bosnische Serben, die aus der Stadt Bosanska Gradiška stammen und in den 1960er Jahren nach Deutschland gezogen sind.

### Biografie
- Zvjezdan Misimović – Werdegang und Herkunft, aus dem Jahr 2005